# NGC 128
NGC 128 (ook wel PGC 1791, UGC 292, MCG 0-2-51 of ZWG 383.29) is een lensvormig sterrenstelsel in het sterrenbeeld Vissen.
NGC 128 werd op 25 december 1790 ontdekt door de Britse astronoom William Herschel.

## Ecliptica
Het stelsel NGC 128 bevindt zich betrekkelijk dicht bij de Ecliptica, hetgeen betekent dat het, vanaf de Aarde gezien, regelmatig bezoek krijgt van de planeten van het Zonnestelsel, alsook bedekt kan worden door de Maan.

## Doosvormig centraal gedeelte
Volgens de auteur van Burnham's Celestial Handbook, Robert Burnham Jr., vertoont het centraal gedeelte van dit sterrenstelsel een opmerkelijk doosvormig aspect (an odd box-shaped central mass) 